# Тиран-інка рудоволий
Тира́н-і́нка рудоволий (Leptopogon rufipectus) — вид горобцеподібних птахів родини тиранових (Tyrannidae). Мешкає в Андах.

## Поширення і екологія
Рудоволі тирани-інки мешкають на крайньому південному заході Венесуели (Тачира), в Центральному і Східному хребті Колумбійських Анд, в Східному хребті Еквадорських Анд та на півночі Перу (Серро-Чінгуела, П'юра). Вони живуть в підліску вологих гірських тропічних лісів Анд. Зкустрічаються на висоті від 1500 до 2700 м над рівнем моря.